# Pietra di Verezzi
La Pietra di Verezzi, Marmo rosa di Verezzi o Pietra Lara è una pietra calcarea di colore giallo rosato coltivata nelle cave del Finalese tra cui quelle di Borgio Verezzi da cui prende il nome. Pietra di Verezzi è il suo nome commerciale.
Questa pietra è nota per la durezza, la resistenza e la compattezza che le permettono di essere adatta ad essere trasformata in lastre.
La Pietra di Verezzi viene estratta da formazioni calcaree che milioni d'anni fa erano sommerse sotto il livello del mare, facenti parte della piattaforma carbonatica risalente al Miocene e costituenti la Pietra di Finale.
La cava più nota dell'area di Borgio Verezzi è la Cava Vecchia o Cava dei Fossili, una delle rare cave ad essere coltivate “in galleria”. Negli anni trenta un crollo della cava le diede l'aspetto attuale.